# Essertenne-et-Cecey

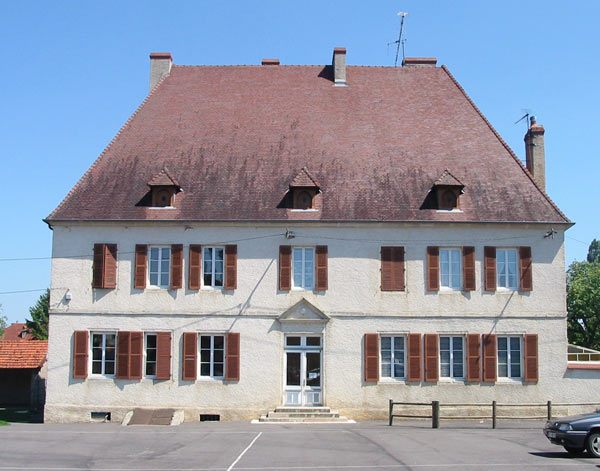
School

Essertenne-et-Cecey is een gemeente in het Franse departement Haute-Saône (regio Bourgogne-Franche-Comté) en telt 408 inwoners (2011). De plaats maakt deel uit van het arrondissement Vesoul.

## Geografie
De oppervlakte van Essertenne-et-Cecey bedraagt 11,2 km², de bevolkingsdichtheid is 36,4 inwoners per km².
De onderstaande kaart toont de ligging van Essertenne-et-Cecey met de belangrijkste infrastructuur en aangrenzende gemeenten.

## Demografie
Onderstaande figuur toont het verloop van het inwonertal (bron: INSEE-tellingen).